# Ornitološki rezervat Palud
Ornitološki rezervat Palud je zaštićeno područje koje se nalazi desetak km južno od Rovinja u Hrvatskoj. Nalazi se u neposrednoj blizini morske obale i obuhvaća močvaru, bujnu vegetaciju i bočatu vodu na kojoj se okuplja 217 vrsta ptičjih vrsta. Tu se nalaze uređene staze i vidkovac na kojem se mogu promatrati ptice.
Godine 1906., kada je u Barbarigi, djelovala austro-ugarska vojna baza, od močvare do mora prokopan je kanal dužine 200 metara. Na taj se način željelo povećati salinitet vode u močvari i time onemogućiti razvijanje ličinki komaraca koji su bili prijenosnici malarije. Spajanjem močvare i mora, Palud je dobio nove stanovnike. Naselili su ga cipli i jegulje, ribe koje vole boćate vode, a stariji stanovnici Rovinjštine spominju da se u močvari moglo naći i drugih riba, koje su tu došle u potrazi za hranom. Bogatstvo vrsta i broja ptica koje ovdje stalno ili povremeno obitavaju najznačajnija je odlika ove močvare. Zbog vlažne mikroklime cijelo područje Paluda bogato je vegetacijom. Najveći dio pokrivaju močvarne biljke: šaš, trstika i rogoz, a oko močvare su guste šume s impozantnim primjercima hrasta medunca i crnike, a na sjevernom dijelu i prava prašuma s ogromnim vrbama koje se lome i trunu u močvarnoj vodi stvarajući hranu za životinje koje tu obitavaju. Temperatura vode je više-manje u ravnoteži s atmosferom, najniža je u ožujku (4,8 stupnjeva C), a najviša u srpnju kada je dostizala i do 32 stupnjeva C. za močvaru je karakteristično slabo zasićenje kisikom, naručito u ljetnim mjesecima. Vodena razina Paluda ovisi o razini mora, a dno se Paluda nikada ne isušuje zbog odgovarajućeg priljeva morske vode u vrijeme visokog vodostaja, podzemnim pukotinama čiji se otvori nalaze s južne strane močvare. Zbog ekstremnih prilika života, u močvari Palud razvila se karakteristična vodena fauna s malim brojem vrsta i velikim brojem jedinki. Bogata je planktonima, a kornjače, jegulje i gambuzije održavaju se tijekom cijele godine. U gušticima močvarnih biljaka gnijezde se brojne močvarne ptice, a neke se vrste zadržavaju tu na kraće vrijeme tijekom migracija

## Vanjske poveznice
- Zelena Istra